# Martin County, Kentucky
Martin County är ett administrativt område i delstaten Kentucky, USA, med 12 929 invånare. Den administrativa huvudorten (county seat) är Inez.

## Geografi
Enligt United States Census Bureau har countyt en total area på 598 km². 598 km² av den arean är land och 0 km² är vatten.

### Angränsande countyn
- Lawrence County - nordväst
- Wayne County, West Virginia - nordost
- Mingo County, West Virginia - sydost
- Pike County - söder
- Floyd County - sydväst
- Johnson County - väst